# Brachycyrtus cosmetus
Brachycyrtus cosmetus är en stekelart som först beskrevs av Walkley 1956.  Brachycyrtus cosmetus ingår i släktet Brachycyrtus och familjen brokparasitsteklar. Inga underarter finns listade.